# Kontinuitätstheorie (Geschichtswissenschaft)
Kontinuitätstheorie (von lateinisch continuare „fortfahren, zusammenhängend weiterführen“) bezeichnet in der Geschichtswissenschaft ein System von Vorstellungen, Behauptungen oder Erzählungen (Narrativen) bezüglich der Kontinuität eines bestimmten Gegenstands oder Sachverhalts über einen gegebenen Zeitraum, so vor allem von kulturellen, sprachlichen oder ethnischen Erscheinungen. Kontinuitätstheorien ordnen Phänomene verschiedener Zeiten in einen Gesamtzusammenhang ein.

## Verbreitung
Kontinuitätstheorien sind in der älteren Geschichtswissenschaft weit verbreitet und wurden oft mit national(istisch)en und ideologischen Interessen verbunden (vergleiche Historische Funktion der Origines gentis).
Häufig waren/sind Kontinuitätstheorien dazu bestimmt, nationale Ansprüche zu legitimieren. So wurde die dako-romanische Kontinuitätstheorie in Rumänien dazu verwendet, den Anspruch der Rumänen auf das ganze Rumänien historisch zu legitimieren. In der ersten Hälfte des 20. Jahrhunderts wurde z. T. die (zeitweilige) Besiedlung des polnischen Raumes durch germanische Stämme in der Völkerwanderungszeit dazu benutzt, um den Anspruch auf diese Gebiete („alter germanischer Siedlungsboden“) zu rechtfertigen. In diesen Zusammenhang gehört auch die besondere Herausstellung der Silinger als germanisches Volk in Schlesien. In Albanien wird in jüngerer Zeit die Theorie einer möglichen Abstammung der Albaner von den Illyrern besonders betont, womit bisweilen, unabhängig von „zwischenzeitlichen“ Wanderungen, der Anspruch auf Teile des historischen Illyriens als „legitimes Recht“ untermauert wird. Ein anderes Beispiel von nationalwirksamer Kontinuitätsbetonung ist die Verbindung der slawomazedonischen Geschichte mit dem antiken Makedonien Philipps und Alexanders des Großen. Bemerkenswerterweise reagieren manche griechische Nationalisten ihrerseits darauf mit der Herausstellung des „immer schon“ griechischen Charakters Makedoniens. Ebenso ist die Kontinuitätstheorie des Serben Radivoje Pešić zu bewerten, auch er nimmt eine viel frühere Präsenz der Slawen auf dem Balkan an, als die allgemein akzeptierte. Daher rührt auch seine Behauptung, Homer müsse einen slawischen Dialekt gesprochen haben (Pešić, 1989).
In vielen Nationen spielen Kontinuitätsgedanken eine bedeutsame Rolle für den Nationalstolz. So beziehen z. B. einige türkische Historiker auch die gesamte (vortürkische) Geschichte der heutigen Türkei in die Nationalgeschichte mit ein.
Die in den letzten Jahrzehnten besonders in Asien festzustellenden Bemühungen, eine besonders alte Kulturtradition jeweils für sich zu beanspruchen, stehen in engem Zusammenhang mit der Bedeutung von Kontinuität für die jeweilige Nationalgeschichte, insoweit längst vergangene Kulturleistungen für die jeweils heutige Nation reklamiert werden, so z. B. wenn indische Historiker die hochkulturellen Anfänge der Induskultur als einer „genuin indischen“ Kultur immer weiter zurückdatieren (mittlerweile auf bis zu 6.000 v. Chr.), oder versucht wird, die früheste chinesische Geschichte mit möglichst exakten Jahreszahlen zu versehen. Verschiedene südost- und ostasiatische Staaten streiten sich auch darum, wo die Anfänge des Reisanbaus zu finden seien. Auch der Beginn des Seidenbaus als wichtigem Kulturerzeugnis wird dabei möglichst früh datiert.
In einen anderen Zusammenhang gehören Vorstellungen von Kontinuitäten innerhalb kultureller Gruppen, so z. B. die Vorstellung von einer besonderen Kontinuität der antisemitischen Ausrichtung in der deutschen Tradition bei dem Historiker Daniel Goldhagen.

### Kontinuität des Nationalsozialismus
Die Kontinuität des Nationalsozialismus innerhalb der deutschen Geschichte wurde am eindeutigsten und konsequentesten von der marxistischen Forschung betont, die in Hitlers Kanzlerschaft keinen Einschnitt, sondern eine Fortsetzung des dem kapitalistischen Systems inhärenten Strebens nach „Aggression und Neuaufteilung der Welt“, allerdings in einer besonders radikalen und skrupellosen Form, sah. Die westliche Forschung hat sich eine solche Ableitung der Kontinuitätslinie allein aus der Wirtschaftsordnung nicht zu eigen gemacht. Ludwig Dehio sah eine Grundlinie der preußisch-deutschen Geschichte seit dem 17. Jahrhundert, in der Tendenz zu außenpolitischer Expansion innerhalb des Kampfes um „Gleichgewicht oder Harmonie“ als Bewegungsgesetz des europäischen Staatensystems. Er deutete die Expansions- und Kriegspolitik des Deutschen Reiches als letzten „Ansturm der festländischen Vormacht auf die Höhe der Hegemonie“. Ähnlich hat David Calleo die illiberale Innen- und expansive Außenpolitik Deutschlands aus der schwierigen geographischen Mittellage erklärt. Während Friedrich Meinecke eine Kontinuität zum Borussianismus, Militarismus und unsozialen Herrengeist des Kaiserreichs sah, konstatierte Fritz Fischer eine Kontinuität der Machtstrukturen und weitgehende Identität der Führungsgruppen von der Reichsgründung bis zum Ende des Zweiten Weltkriegs. Diese strebten eine Hegemonie Preußen-Deutschlands über Europa, und von dieser Basis aus eine Weltmachtstellung an. Für Hans-Ulrich Wehler bestand hingegen eine Kontinuität „von Bismarck bis Hitler“ im Sozialimperialismus. Vertreter der Diskontinuität wie Andreas Hillgruber, Klaus Hildebrand, Hans-Adolf Jacobsen oder Karl Dietrich Bracher sehen im 30. Januar 1933 dagegen eine Zäsur und Bruchlinie, und verweisen dabei auf die rasseideologischen Zielsetzungen, den universalen Antisemitismus, die Radikalität und die Verbrechen und das globale Ausmaß der Eroberungsziele, die etwas qualitativ neues dargestellt haben.

## Wissenschaftliche Einordnung
Die Vorstellung historischer Kontinuität allgemein ist in gewisser Hinsicht eine Grundvoraussetzung geschichtswissenschaftlichen Arbeitens, sie findet sich z. B. im Gedanken geschichtlicher Entwicklung, geschichtlicher kausaler Vorgänge wieder und bildet auch eine Voraussetzung des Verstehens vergangener Zeiten. Jedoch ist sie kaum geeignet große kulturelle Zeiträume und Lücken zu überbrücken. In den letzten Jahrzehnten des 20. Jahrhunderts ist die Vorstellung historischer Kontinuität auf vielfache Weise kritisiert worden, so z. B. von Michel Foucault. Aus konstruktivistischer Sicht ist Kontinuität immer nur Produkt der Arbeit des Historikers, wenn er Zusammenhänge und Beziehungen herausarbeitet.